# Andreas Aagesen
Andreas Aagesen (Copenhague, 5 de agosto de 1826 – Copenhague, 26 de outubro de 1879) foi um jurista dinamarquês.

## Biografia
Aagesen estudou Direito em Cristiânia (atual Oslo) e Copenhague, e interrompeu seus estudos em 1848 para participar como voluntário da Primeira Guerra do Schleswig, na qual atuou como líder de um batalhão reserva.
Em 1855 tornou-se professor de jurisprudência na Universidade de Copenhague. Em 1870 foi nomeado membro da comissão para a elaboração de um código marítimo e comercial, e a lei dinamarquesa de navegação de 1882 deve-se principalmente ao seu trabalho. Em 1879 foi eleito membro do Landsting (uma das duas câmaras do Parlamento dinamarquês, o Rigsdag); mas foi como professor universitário que ganhou fama. Aagesen foi o sucessor de Carl Christian Hall como professor de Direito romano na universidade, e neste departamento suas pesquisas foram marcantes.

## Obras selecionadas
Entre suas numerosas obras jurídicas podem ser destacadas:
- Bidrag til Læren om Overdragelse af Ejendomsret, Bemærkinger om Rettigheder over Ting (Copenhague, 1866, 1871-1872);
- Fortegnelse over Retssamlinger, Retslitteratur i Danmark, Norge, Sverige (Copenhague, 1876).